# Pistolet maszynowy Agram 2000
Agram 2000 – chorwacki pistolet maszynowy. 
Po rozpadzie Jugosławii na terenie Chorwacji rozpoczęto produkcję broni w niewielkich, lokalnych zakładach przemysłowych. Ze względu na prostotę konstrukcji najczęściej produkowane były pistolety maszynowe. Jednym z nich był Agram 2000. Jego konstrukcja inspirowana jest na włoskim pistolecie maszynowym Beretta M12S. Agram 2000 i jego udoskonalona wersja Agram 2002 były używane na niewielką skalę podczas konfliktów na terenie byłej Jugosławii. W czasie jej trwania i po jej zakończeniu niewielka liczba tych pm-ów znalazła się w rękach grup przestępczych całej Europy.

## Opis
Agram 2000 jest bronią samoczynno-samopowtarzalną działającą na zasadzie odrzutu zamka swobodnego. Strzela z zamka otwartego. Komora zamkowa rurowa, ze stali, komora spustowa z polimeru. Po lewej stronie, nad spustem znajduje się skrzydełko bezpiecznika-przełącznika rodzaju ognia. Mechanizm spustowy umożliwia prowadzenie ognia pojedynczego i seriami. Rękojeść napinania zamka znajduje się po lewej stronie, okno wyrzutowe po prawej. Agram 2000 zasilany jest z dwurzędowych magazynków łukowych wykonanych w znacznym stopniu z polimeru. Gniazdo magazynka znajduje się u dołu broni pomiędzy chwytami. Przedni chwyt ma nietypowy kształt pierścienia. jego ukształtowanie ma ułatwić opanowanie broni podczas strzelania seriami. Broń pozbawiona jest kolby. Przyrządy celownicze składają się z muszki i przerzutowego celownika o nastawach 75 i 150 m.